# Klassisk sannolikhetsdefinition
Den klassiska sannolikhetsdefinitionen är
Vid likformig sannolikhetsfördelning är sannolikheten för en händelse lika med kvoten mellan antalet för händelsen gynnsamma fall och antalet möjliga fall:
{\displaystyle P=\mathrm {\frac {antalet\ gynnsamma\ fall}{antalet\ m{\ddot {o}}jliga\ fall}} }
Om det till exempel finns 7 svarta och 3 vita kulor i en urna, är sannolikheten att man vid första dragningen erhåller en vit kula 3/10. Sannolikheten att man erhåller en svart kula är 7/10.
Definitionen konstruerades av Blaise Pascal och Pierre de Fermat under deras berömda brevväxling då de löste De Mérés problem år 1654.[källa behövs]